# Feridun Zaimoglu

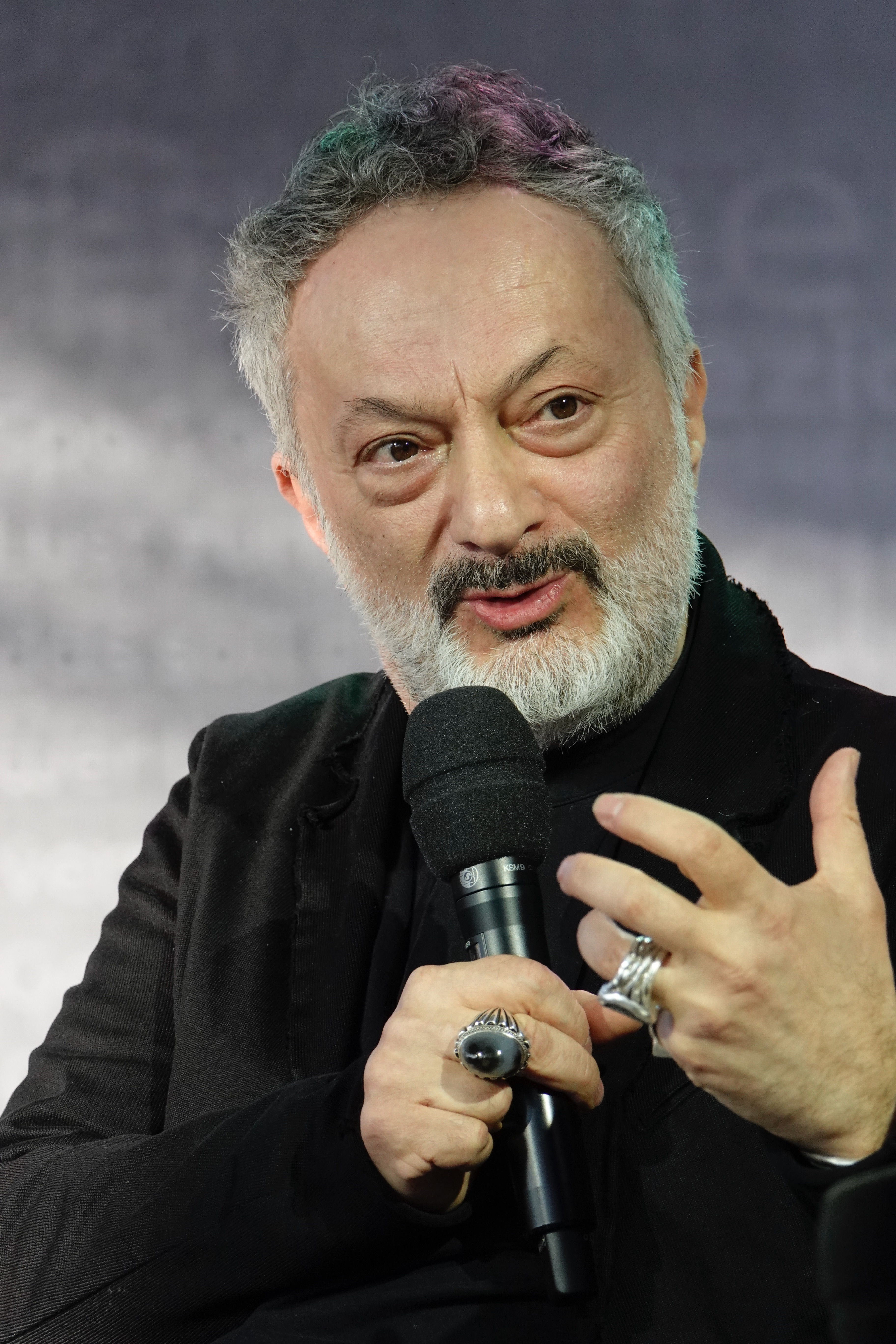
Feridun Zaimoğlu auf der Leipziger Buchmesse 2025

Feridun Zaimoglu, türkische Schreibweise Feridun Zaimoğlu [zaiˈmoːlu] (* 4. Dezember 1964 in Bolu, Türkei), ist ein deutscher Schriftsteller und bildender Künstler.

## Herkunft und Studium
Feridun Zaimoglu ist Sohn türkischer Gastarbeiter und kam 1965 mit seinen Eltern nach Deutschland. Er wohnte bis 1985 in West-Berlin und München. Nach bestandenem Abitur brach Zaimoglu ein Medizinstudium ab und ist seit Ende der 1980er Jahre als freier Schriftsteller in Kiel tätig.
Er ist Mitglied des PEN-Zentrums Deutschland, seit 2011 Mitglied der Freien Akademie der Künste in Hamburg und Mitgründer des PEN Berlin.

## Künstlerisches Schaffen
Als Journalist schrieb er Literaturkritiken und Essays, u. a. für Die Zeit, Die Welt, SPEX und den Tagesspiegel. In den Jahren 1999/2000 war er am Nationaltheater Mannheim während der Schauspieldirektion Bruno Klimeks als Theaterdichter beschäftigt.
Im Jahr 2000 drehte Lars Becker den sozialkritischen Film Kanak Attack, für den Zaimoglu die Buchvorlage lieferte. 2003 war er Inselschreiber auf Sylt, im Sommersemester 2004 hatte er eine Gastprofessur an der Freien Universität Berlin inne, wo er die Vorlesungsreihe Literature to go hielt. 2005 erhielt Zaimoglu ein Stipendium an der Villa Massimo. Erlebnisse dieses Rom-Aufenthalts hat er im Buch Rom intensiv literarisch verarbeitet. Am 11. August 2006 war Zaimoglu in der Türkei unter den Insassen eines Omnibusses, der verunglückte. Zwölf Fahrgäste kamen ums Leben, und 21 wurden schwer verletzt, Zaimoglu und seine ihn begleitende Mutter erlitten keine größeren Verletzungen. Dies war seiner Mutter zu verdanken, die vor Fahrtantritt auf einen Plätzetausch gedrängt hatte. Im November 2007 hatte Zaimoglu die Tübinger Poetik-Dozentur an der Universität Tübingen inne.
In seinen literarischen Werken werden Ausgegrenzte zu Subjekten der Kultur. In seinem ersten Buch Kanak Sprak versucht Zaimoglu, authentisch die subversive Kraft der Sprache junger türkischstämmiger Männer in Deutschland literarisch darzustellen. Damit wendet er sich gegen einen romantischen Multikulturalismus. 1997 wurde Kanak Sprak in einer freien Hamburger Theaterproduktion auf Kampnagel und kurz darauf beim Jungen Theater Bremen fürs Theater adaptiert – hierbei wurden zusätzlich Monologe aus Zaimoglus drittem Buch Koppstoff verwendet, das als Pendant zu Kanak Sprak junge türkischstämmige Frauen porträtiert. Ebenfalls 1997 wurde eine Hörspielversion des Autors produziert, in der Zaimoglu selbst mitwirkte.
Sein zweites Buch, der Roman Abschaum – Die wahre Geschichte von Ertan Ongun (1997), wurde 2000 von Lars Becker als Kanak Attack verfilmt.
Danach erschienen die vielleicht bekanntesten Romane Leyla und Liebesbrand. Die Erzählung Häute erhielt den Jurypreis beim Ingeborg-Bachmann-Wettbewerb des Jahres 2003. Zaimoglu erhielt 2006 als „einer der wichtigsten jüngeren deutschsprachigen Autoren der Gegenwart“ den Kunstpreis des Landes Schleswig-Holstein. Am 17. April 2007 wurde ihm in München der Carl-Amery-Literaturpreis verliehen.
2008 wurde sein Roman Liebesbrand, in dem er u. a. den selbsterlebten Busunfall in der Türkei literarisch verarbeitet, für den Preis der Leipziger Buchmesse nominiert, der am 13. März 2008 auf der Leipziger Buchmesse verliehen wurde. Zuletzt erschienen der Roman Hinterland (2009), der Roman Ruß (2011), Der Mietmaler: eine Liebesgeschichte (2013) und der Roman Isabel (2014).
Theaterfassungen und Drehbücher schreibt Zaimoglu, der 1998 den Drehbuchpreis des Landes Schleswig-Holstein erhielt, meistens mit seinem Ko-Autor Günter Senkel. 2003 wurde die Spielzeit der Münchner Kammerspiele mit der Zaimoglu/Senkel-Bearbeitung von Othello eröffnet. Es folgten die Uraufführungen von Casino leger in Frankfurt am Main, Ja. Tu es. Jetzt. in Bremen am Jungen Theater Bremen und im Juni 2004 die Uraufführung des Auftragswerks Halb so wild im Studio des Schauspielhauses Kiel. Als Fortsetzung der Zusammenarbeit mit dem Kieler Autorenteam kam eine Bearbeitung von Romeo und Julia auf der großen Bühne des Schauspielhauses zur Uraufführung. Im März 2006 folgte die Uraufführung des Stückes Schwarze Jungfrauen von Zaimoglu/Senkel im Berliner Hebbel am Ufer. Das Stück nimmt die Form literarisch verdichteter Interviews und Statements realer Personen – hier: junger Frauen in Deutschland, die zum Islam konvertiert sind – wieder auf, mit denen Zaimoglus literarische Arbeit in Deutschland mit Kanak Sprak und Koppstoff begonnen hatte. Stücke von Zaimoglu und seinem Ko-Autor Günter Senkel sind in Buchform publiziert worden.
Neben seiner Arbeit als Schriftsteller ist Zaimoglu als bildender Künstler und Kurator tätig. Unter dem Titel Kanak Attack. Die dritte Türkenbelagerung führte Zaimoglu vom 7. bis 28. März 2005 in der Kunsthalle Wien eine Fahneninstallation durch.
Im Mai/Juni 2006 wurde Zaimoglu von einer anonym gebliebenen Literaturwissenschaftlerin unterstellt, er habe mit seinem Roman Leyla weite Teile des Romans Das Leben ist eine Karawanserei von Emine Sevgi Özdamar plagiiert. Dies wurde mit Parallelen in der Handlung sowie vergleichbaren Metaphern begründet. Zaimoglu bestritt, „jemals eine Zeile“ von Özdamars Roman gelesen zu haben. Auch Özdamar sprach den Autor vom Plagiatsvorwurf frei.
Werke Zaimoglus wurden ins Englische, Italienische, Spanische, Slowenische, Bulgarische und Türkische übersetzt.
2008 paraphrasierte der Zeichner und Maler Hans-Ruprecht Leiß zu einer von Zaimoglu geschaffenen Neufassung des Märchens Vom Fischer und seiner Frau 30 Lithographien.

## Teilnahme am politischen Diskurs
Zaimoglu beteiligt sich an politischen Debatten. In der ersten Hälfte des Jahres 2006 wandte sich der Mitbegründer von Kanak Attak (z. B. in der Kultursendung polylux und in einem Leitartikel für die Wochenzeitung Die Zeit) massiv gegen die aus seiner Sicht einseitig-negative Berichterstattung weiter Teile der deutschen Medien über eine behauptete schlechte Integration von Einwanderern in Deutschland, die unter anderem von den Vorgängen an der Rütli-Schule und um die Mohammed-Karikaturen ausgelöst worden waren.
Zaimoglu nahm im September 2006 als ein Vertreter der Zivilgesellschaft an der ersten Plenarsitzung der Deutschen Islamkonferenz teil, die der deutsche Innenminister Wolfgang Schäuble initiiert hatte. Ende April 2007 übte er in Interviews mit der Islamischen Zeitung und der Berliner Zeitung Kritik an der personellen Zusammensetzung der Islamkonferenz.
Er wies darauf hin, dass trotz seiner Anregung keine selbstbewusste kopftuchtragende Muslimin in die Konferenz aufgenommen wurde und dieser Personenkreis deshalb in der Konferenz nicht vertreten sei. Er räume seinen Platz gerne für eine entsprechende Repräsentantin. In diesem Zusammenhang warf er den seiner Ansicht nach „gehypten“ Islamkritikerinnen wie Necla Kelek und Seyran Ateş „Entgleisungen und Diffamierungen“ vor: „Sie greifen diese jungen gläubigen Frauen ständig, unermüdlich an.“ Kelek verwahrte sich gegen seine „Beleidigung“ und erwiderte, „dass er nur eitel ist und an der Sache kein Interesse hat“. Zuvor hatte er die Wortschöpfung „Schamtuchträgerinnen“ kreiert, die er verwendete, um Kopftuch tragende Musliminnen zu beschreiben.
Für die Wahl des Bundespräsidenten am 23. Mai 2009 wurde er von den schleswig-holsteinischen Grünen als Wahlmann benannt. Zur Wahl des deutschen Bundespräsidenten 2017 entsandte ihn die schleswig-holsteinische SPD.
Während der Flüchtlingskrise in Deutschland ab 2015 kritisierte Zaimoglu die Politik von Angela Merkel und Recep Tayyip Erdoğan sowie die „Gewaltkultur“ vieler Einwanderer und „bellende Konservative“. Er bearbeitete entsprechend die Tragödie Antigone zu einer Version, die er 2016 im Schauspielhaus Zürich auf die Bühne brachte.

## Werke (Auswahl)

### Buchveröffentlichungen
- Kanak Sprak, Rotbuch, Hamburg 1995, ISBN 3-434-54518-2
- Abschaum – Die wahre Geschichte von Ertan Ongun, Rotbuch, Hamburg 1997, ISBN 3-434-54509-3 (2000 verfilmt unter dem Titel Kanak Attack Regie: Lars Becker. Mitarbeit am Drehbuch).
- Koppstoff, Rotbuch, Hamburg 1999, ISBN 3-88022-674-1.
- Liebesmale, scharlachrot, Roman. Rotbuch, Hamburg 2000, ISBN 3-434-53025-8.
- Kopf und Kragen, Fischer-Taschenbuch, Frankfurt am Main 2001, ISBN 3-596-15290-9.
- German Amok, Roman, Fischer-Taschenbuch, Frankfurt am Main 2002, ISBN 3-596-15851-6.
- Leinwand, Roman, Rotbuch, Hamburg 2003, ISBN 3-434-53080-0.
- Othello, Neuübersetzung, Monsenstein und Vannerdat, Münster 2003, ISBN 978-3-86582-006-8.
- Drei Versuche über die Liebe, Theaterstücke, Monsenstein und Vannerdat, 2003, ISBN 978-3-86582-007-5.
- Zwölf Gramm Glück, Erzählungen, Kiepenheuer & Witsch, Köln 2004, ISBN 3-462-03362-X.
- Leyla, Roman, Kiepenheuer & Witsch, Köln 2006, ISBN 3-462-03696-3.
- Rom intensiv, Erzählungen, Kiepenheuer & Witsch, Köln 2007, ISBN 978-3-462-03789-0.
- Liebesbrand, Roman, Kiepenheuer & Witsch, Köln 2008, ISBN 978-3-462-03969-6.
- Ferne Nähe, Tübinger Poetik-Dozentur, 2008, ISBN 978-3-89929-144-5 (mit Ilija Trojanow).
- Hinterland, Roman, Kiepenheuer & Witsch, Köln 2009, ISBN 978-3-462-04133-0.
- Ruß, Roman, Kiepenheuer & Witsch, Köln 2011, ISBN 978-3-462-04329-7.[16]
- Der Mietmaler: eine Liebesgeschichte, Langen Müller, München 2013, ISBN 978-3-7844-3324-0.
- Isabel, Roman, Kiepenheuer & Witsch, Köln 2014, ISBN 978-3-462-04607-6.
- Siebentürmeviertel, Roman, Kiepenheuer & Witsch, Köln 2015, ISBN 978-3-462-04764-6.
- Evangelio, Roman, Kiepenheuer & Witsch, Köln 2017, ISBN 978-3-462-05010-3.
- Ich gehe durch das Deutschland meiner Tage: 27 Erfahrungen in meinem Land, Erzählungen, Edition Eichthal 2018, ISBN 978-3-9817066-4-2.
- Die Geschichte der Frau, Roman, Kiepenheuer & Witsch, Köln 2019, ISBN 978-3-462-05230-5.
- Bewältigung. Roman. Kiepenheuer & Witsch, Köln 2022, ISBN 978-3-462-00348-2.
- Durchdrungenheit. Texte und Gespräche, Königshausen & Neumann, Würzburg 2022, ISBN 978-3-8260-7713-5 (mit Norbert Otto Eke).
- Sohn ohne Vater, Roman, Kiepenheuer & Witsch, Köln 2025, ISBN 978-3-462-00588-2.

### Theaterstücke (zusammen mit Günter Senkel)
- Casino Leger, UA Schauspiel Frankfurt 2003
- Ja. Tu es. Jetzt., UA Junges Theater Bremen, 2003
- Halb so wild, UA Theater Kiel, 2004
- Othello, nach Shakespeare, UA Kammerspiele München, 2003
- Lulu Live, nach Wedekind, UA Kammerspiele München, 2006
- Nathan Messias, UA Schauspiel Düsseldorf, 2006
- Schwarze Jungfrauen, Theater Hebbel am Ufer, 2006
- Molière, UA Salzburger Festspiele, Schaubühne am Lehniner Platz, 2007
- Romeo und Julia, nach Shakespeare, UA Theater Kiel, 2006
- Schattenstimmen, UA Schauspiel Köln, 2008
- Alpsegen, UA: 15. April 2011, Kammerspiele München
- Siegfrieds Erben, UA: 20. Juli 2018, Nibelungenfestspiele Worms
- Der Diplomat, UA: 12. Juli 2024, Nibelungenfestspiele Worms[17]

### Buch- und Zeitschriftenbeiträge, Sonstiges
- Wandelgrat. Gemeinsam mit Raimund Driesen und Minako Seki. In: Förderverein Kulturlandschaft Niederlausitz (Hrsg.): III. Europa Biennale Niederlausitz 1995. Cottbus 1997, S. 25–29, ISBN 3-00-002567-7
- sicarim süppkültürünüze, züppeler! Ich scheiße auf eure Subkultur, Ihr Schmöcke! In: Holert, Tom & Terkessidis, Mark (Hrsg.): Mainstream der Minderheiten. Pop in der Kontrollgesellschaft, ID-Verlag, Berlin 1996 ISBN 3-89408-059-0 (S. 86–95)
- Deutschlandstaffelei. In: Schweeger, Elisabeth & Witt, Eberhard (Hrsg.): Ach Deutschland! Belville, München 2000 ISBN 3-933510-67-8 (S. 57–63)
- Von der Kunst der geringen Abweichung. Rede an die Abiturienten des Jahrgangs 2007. Herausgegeben von Ralph Schock. Union-Stiftung Gollenstein, Blieskastel 2007, ISBN 978-3-938823-28-6.
- Es tobt in Deutschland ein Kulturkampf. In: Sezgin, Hilal (Hrsg.): Manifest der Vielen. Deutschland erfindet sich neu. Blumenbar Verlag, Berlin 2011. ISBN 978-3-936738-74-2 (S. 11–15).
- Der Glaube ist nicht der Haschkeks für den Sinnsuchenden. In: Güvercin, Eren: Neo-Moslems. Porträt einer deutschen Generation. Herder Verlag, Freiburg 2012. ISBN 978-3-451-30471-2 (S. 7–12).
- Der Messias wird kommen. 2. Kamenzer Rede in St. Annen, Kamenz 2015, ISBN 978-3-98171-03-1-1.

## Auszeichnungen
- 1997: Civis-Medienpreis
- 1998: Drehbuchpreis des Landes Schleswig-Holstein
- 2002: Friedrich-Hebbel-Preis
- 2003: Preis der Jury beim Ingeborg-Bachmann-Wettbewerb für die Erzählung Häute (erschienen in dem Band Zwölf Gramm Glück)
- 2003: Inselschreiber
- 2005: Adelbert-von-Chamisso-Preis
- 2005: Villa-Massimo-Stipendium
- 2005: Hugo-Ball-Preis der Stadt Pirmasens
- 2006: Kunstpreis des Landes Schleswig-Holstein
- 2007: Carl-Amery-Literaturpreis
- 2007: Grimmelshausen-Preis für Leyla
- 2007: Tübinger Poetik-Dozentur gemeinsam mit Ilija Trojanow
- 2008: Grenzgänger-Recherchestipendium der Robert Bosch Stiftung für Hinterland
- 2008: Corine für Liebesbrand
- 2010: Jakob-Wassermann-Literaturpreis in Anerkennung seines Werkes und für seine Rolle als Mittler im deutsch-türkischen Dialog.
- 2010: Kulturpreis der Stadt Kiel[18]
- 2011: Am 25. Februar 2011 erhielt Zaimoglu die Auszeichnung „Ehrenmitglied der Schulgemeinde des Gymnasiums Nidda“ im Rahmen einer Lesung mit Preisträgern des Jugendliteraturpreises der OVAG.
- 2012: Preis der Literaturhäuser
- 2012: Heinrich-Heine-Gastdozentur
- 2014: Longlist beim Deutschen Buchpreis mit Isabel
- 2015: Mainzer Stadtschreiber
- 2015: Longlist beim Deutschen Buchpreis mit Siebentürmeviertel
- 2016: Berliner Literaturpreis
- 2016:  Ehrenprofessur des Landes Schleswig-Holstein[19]
- 2017: Nominierung zum Deutschen Buchpreis mit Evangelio
- 2025: Walter Kempowski Preis für biografische Literatur[20]
- 2025: Longlist des Deutschen Buchpreises mit Sohn ohne Vater